# نظام دفع فوري
Online Charging System ويرمز اليه أختصارا في اللغة الإنجليزية ب COS. هو عبارة عن نظام يسمح ل مقدمي خدمة الاتصالات المتجولة بمحاسبة المشتركين مباشرة في نفس زمن الاستخدام.